# Zegrze Południowe (stacja kolejowa)
Zegrze Południowe – stacja kolejowa w Zegrzu Południowym, w gminie Nieporęt, w województwie mazowieckim, w Polsce, na linii kolejowej nr 28 Wieliszew – Zegrze Południowe i nieistniejącej już linii wąskotorowej Zegrze – Warszawa Wawer.
Stację kolejową otwarto w 1907 roku. W roku 1972 linia została zelektryfikowana. Pociągi pasażerskie kursowały do Zegrza do 1994. W 2019 ogłoszono przetarg na projekt i budowę linii kolejowej wraz z przystankami Wieliszew Osiedle i Zegrze. W kwietniu 2020 zawarto umowę i zapowiedziano oddanie inwestycji do użytku w 2022 roku. Prace budowlane rozpoczęły się w styczniu 2022. 11 czerwca 2023 roku o 5:20 z peronu stacji odjechał pierwszy pociąg linii S4 stołecznej SKM, w związku z czym po 29 latach do Zegrza wrócił ruch pasażerski. W planach jest powstanie nowej linii kolejowej Przasnysz – Zegrze Południowe. Prace mają się zacząć w 2030 roku. 

## Połączenia
Obecnie (2025) na stacji zaczynają/kończą bieg pociągi SKM linii S4 (Zegrze Południowe – Piaseczno).